# Suchumpa
Suchumpa är en flygplats i Mexiko.   Den ligger i kommunen Palenque och delstaten Chiapas, i den sydöstra delen av landet, 800 km öster om huvudstaden Mexico City. Suchumpa ligger 332 meter över havet.
Terrängen runt Suchumpa är huvudsakligen kuperad, men den allra närmaste omgivningen är platt. Runt Suchumpa är det ganska glesbefolkat, med 34 invånare per kvadratkilometer. Närmaste större samhälle är Palenque, 15,0 km nordväst om Suchumpa. I omgivningarna runt Suchumpa växer i huvudsak städsegrön lövskog.